# Disque-monde : Le Vade-Mecum
Disque-monde : Le Vade-Mecum est une encyclopédie compilée par Terry Pratchett et Stephen Briggs qui décrit le monde imaginaire du Disque-monde. Elle fut publiée en 2001, la traduction française est de Patrick Couton.
L'œuvre originale fut publiée en 1994 sous le titre The Discworld Companion.
Elle regroupe les informations distillées entre La Huitième Couleur, le premier livre des annales, et Accros du roc, le seizième.
Elle contient également deux préfaces, une de Pratchett et une de Briggs ainsi que deux interviews, une de Pratchett et une de Couton.
La partie encyclopédie, près de 200 pages, possède une entrée pour chaque personnage et lieu du Disque, même si ceux-ci n'apparaissaient que sur quelques lignes dans les romans. Certains concepts (mal-)traités par l'univers du Disque ont également droit à des articles détaillés comme l'hérédité, les bibliothèques ou la monarchie.
On peut également y trouver un plan du centre-ville d'Ankh-Morpork et un de la Mer Circulaire.
Une remise à jour de l'édition française, sous le nom Disque-monde : Le Nouveau Vade-Mecum (L'Atalante) est sortie en 2006. Une mise à jour finale intitulée Disque-monde : Le Vade-Mecum nec plus ultra (L'Atalante) est sortie en 2023.